# موروراو
موروراو (به اسپانیایی: Mururaju) یک کوه در پرو است که در Peru, Ancash Region واقع شده‌است. موروراو ۵٬۶۸۸ متر بالاتر از سطح دریا واقع شده‌است.